# 출발 600
《출발 600》은 연합뉴스TV에서 평일 새벽 5시 50분에 방송되는 연합뉴스TV의 아침종합뉴스 프로그램이다.

## 방송 시간
| 방송 채널  | 방송 기간                          | 방송 시간                                                                        |
| ---------- | ---------------------------------- | -------------------------------------------------------------------------------- |
| 연합뉴스TV | 2011년 12월 1일 ~ 2020년 12월 6일  | 평일 아침 6시 30분 ~ 7시 50분 (1시간 20분) 주말 아침 6시 30분 ~ 8시 (1시간 30분) |
| 연합뉴스TV | 2020년 12월 7일 ~ 2021년 11월 30일 | 평일 아침 6시 20분 ~ 7시 50분 (1시간 30분)                                       |
| 연합뉴스TV | 2021년 12월 1일 ~ 2022년 6월 3일   | 평일 아침 6시 10분 ~ 7시 40분 (1시간 30분)                                       |
| 연합뉴스TV | 2022년 6월 7일 ~ 2023년 3월 3일    | 평일 아침 6시 ~ 7시 30분 (1시간 30분)                                            |
| 연합뉴스TV | 2023년 3월 6일 ~ 현재              | 평일 새벽 5시 50분 ~ 아침 7시 30분 (1시간 40분)                                  |

## 앵커
- 이남규 아나운서 (남)
- 허재연 아나운서 (여)

## 같이 보기
- KBS 뉴스광장 (KBS 1TV)
- KBS 아침뉴스타임 (KBS 2TV)
- MBC 뉴스투데이 (MBC TV)
- 모닝와이드 1, 2부 (SBS TV)
- 아침& (JTBC)
- 굿모닝 MBN, 굿모닝 월드, 아침 & 매일경제 (MBN)
- TV조선 뉴스퍼레이드 (TV조선)
- 김진의 돌직구쇼 (채널A)